# 珀拉特河
47°35′07″N 10°45′21″E / 47.585145°N 10.755795°E

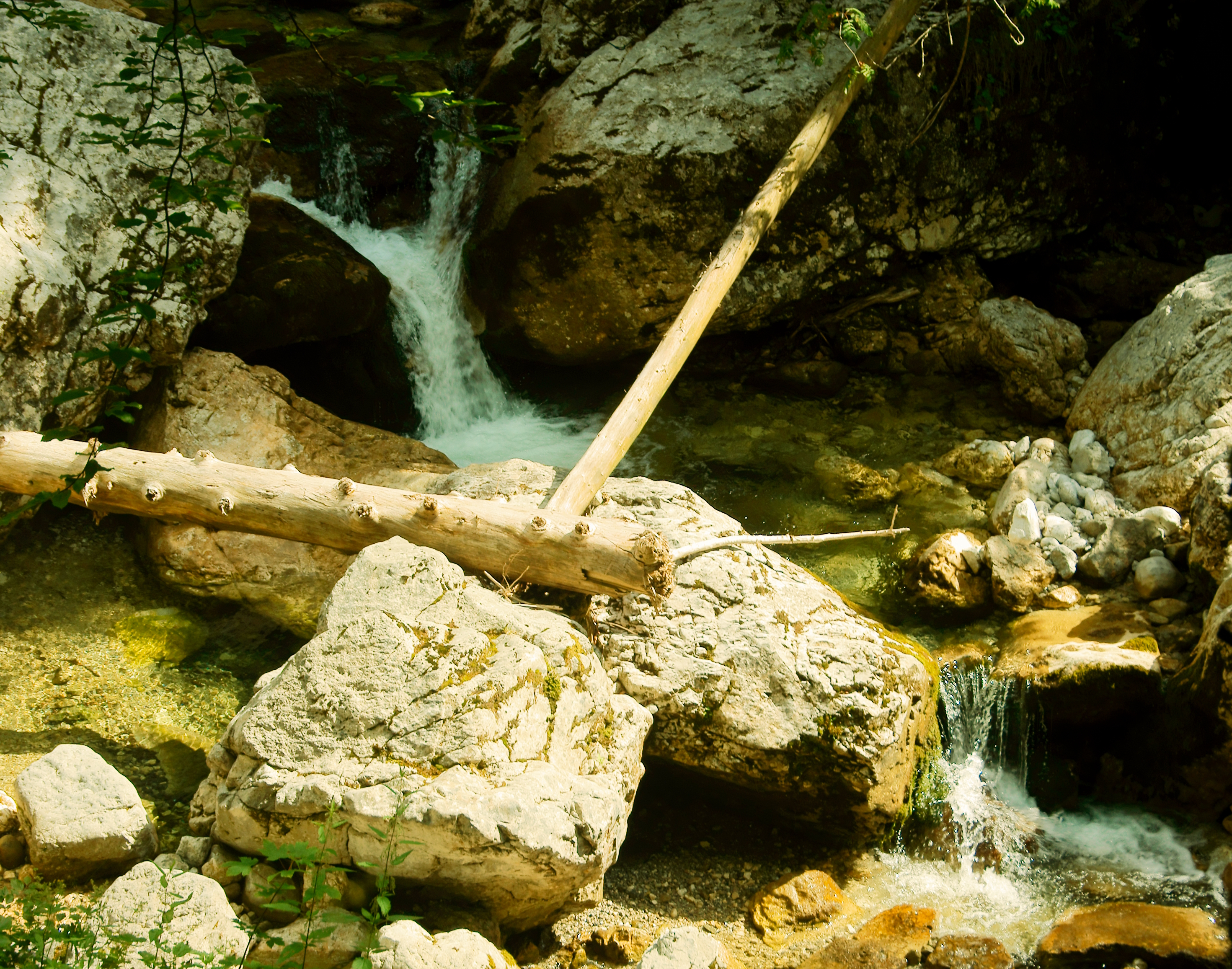

珀拉特河是德國的河流，位於該國東南部，由巴伐利亞負責管轄，處於東阿爾高縣，河道全長10公里，流域面積24平方公里，流經阿默高山脈。